# Anos Dourados
Anos Dourados é uma minissérie brasileira produzida e exibida pela TV Globo de 5 a 30 de maio de 1986, em 20 capítulos.
Foi escrita por Gilberto Braga e dirigida por Roberto Talma.

## Sinopse
Lurdinha (Malu Mader) e Marcos (Felipe Camargo) se apaixonam à primeira vista. Ela estuda no Instituto de Educação; ele, no Colégio Militar – duas tradicionais instituições de ensino da Tijuca, na Zona Norte do Rio de Janeiro. Mas os pais de Lurdinha – os conservadores dr. Carneiro (Cláudio Corrêa e Castro) e Celeste (Yara Amaral) – rejeitam o rapaz por ele ser filho de pais separados e tentam, de todas as maneiras, afastá-lo da jovem. Sem diálogo com a família, Lurdinha não consegue defender o amor que sente por Marcos, mas, mesmo assim, não deixa de encontrá-lo às escondidas.
Marcos, sem saber que a jovem omite dos pais o namoro, insiste em conhecê-los. Ela sempre inventa uma desculpa até que, um dia, Marcos aparece sem avisar na casa de Lurdinha e pergunta a Celeste e Carneiro se eles veem com simpatia a relação dos dois. Desconcertados ao descobrirem a mentira da filha, eles inventam que Lurdinha está de castigo por conta de notas baixas e, por isso, não poderá vê-lo. Os pais de Lurdinha, influenciados por uma professora da jovem, decidem, então, aceitar o namoro dos dois. Acreditavam que, concedendo permissão para o romance, ela logo se desinteressaria dele, pois, o "fruto proibido" é que estava motivando a filha.
Com o tempo, Lurdinha e Marcos enfrentam outro tabu da época: a virgindade. A jovem chega a perguntar para a mãe se é normal sentir desejo pelo namorado, e Dona Celeste, sempre repressora, responde: “Sexo é pecado. A mulher só pratica o sexo depois de casada, para satisfazer o marido”.
As dúvidas de Lurdinha sobre o assunto levam Marcos a se envolver com Rosemary (Isabela Garcia). Ao contrário da doce e tímida normalista, Rosemary é ousada e tem ideias modernas, embora também seja virgem. Lurdinha flagra os dois aos beijos e, arrasada, rompe com Marcos.
Depois de muitos conflitos, Marcos e Lurdinha terminam juntos e felizes. Dr. Carneiro se suicida quando descobrem que ele tem uma amante, Vitória (Lúcia Alves). Já Celeste não consegue superar o golpe e entra em depressão

## Elenco
| Interprete              | Personagem                           |
| ----------------------- | ------------------------------------ |
| Malu Mader              | Maria de Lourdes Carneiro (Lurdinha) |
| Felipe Camargo          | Marcos Cantanhede                    |
| Betty Faria             | Glória                               |
| José de Abreu           | Major Dornelles                      |
| Nívea Maria             | Beatriz Campos Dornelles             |
| Yara Amaral             | Celeste Carneiro                     |
| Cláudio Corrêa e Castro | Dr. Vidal Carneiro                   |
| Isabela Garcia          | Rosemary                             |
| Milton Moraes           | Cláudio Catanhede (Morreu)           |
| José Lewgoy             | Brigadeiro Campos                    |
| Lúcia Alves             | Vitória                              |
| Taumaturgo Ferreira     | Joaquim (Urubu)                      |
| Antonio Calloni         | Claudionor (Clau-clau)               |
| Tânia Scher             | Marieta                              |
| Jece Valadão            | Gracindo                             |
| Vera Gimenez            | Lilian                               |
| Roberto de Cleto        | Orlando Campos                       |
| Bianca Byington         | Marina Campos Dornelles              |
| Paula Lavigne           | Marly                                |
| Rodolfo Bottino         | Lauro Campos Dornelles               |
| Denise Bandeira         | Laís                                 |
| Jorge Botelho           | Nuno                                 |
| Anselmo Vasconcellos    | Capitão Serpa                        |
| Rosane Gofman           | Lenita                               |
| Roberto Pirillo         | Rafael                               |
| Norma Geraldy           | Tia Pequetita                        |
| José Carlos Sanches     | Chico                                |
| Paulo Villaça           | Joel                                 |
| Helber Rangel           | Rodolfo                              |
| Maria Lúcia Dahl        | Abigail (Bibi)                       |
| Tonico Pereira          | Ronaldo                              |
| Arthur Costa Filho      | Olivério                             |
| Izabella Bicalho        | Solange Campos Dornelles             |
| Daniel Fontoura         | Pedrinho                             |
| Lys Beltrão             | Marlene                              |
| Glória Alves            | Rosita                               |
| Cininha de Paula        | Prostituta                           |
| John Herbert            | Coronel                              |
| Marcelo de Nóbrega      | Cadu                                 |

## Exibição
Foi reprisada pela primeira vez entre 18 de outubro a 04 de novembro de 1988. Foi reprisada pela segunda vez em uma versão compacta de 10 capítulos no Festival Globo 25 anos, de 6 a 17 de agosto de 1990 substituindo Armação Ilimitada e sendo substituída por Rabo de Saia. Em ambas as reprises, foi omitido o desfecho que contava o destino dos personagens nos anos posteriores.
Foi exibida na íntegra pelo canal Viva, de 2 a 27 de maio de 2011, substituindo A Muralha e sendo substituída por Anos Rebeldes. Foi reexibida novamente na íntegra pelo Viva de 29 de abril a 24 de maio de 2013, substituindo Maysa: Quando Fala o Coração e sendo substituída por Anos Rebeldes.
Foi reapresentada no quadro 'Novelão', do programa Vídeo Show, de 7 a 11 de abril de 2014, em 10 capítulos. Foi reapresentada novamente no dia 23 de janeiro de 2015, em formato de longa-metragem, finalizando o festival Luz, Câmera, 50 Anos.
Foi reexibida novamente na íntegra pelo Viva de 27 de setembro de 2020 a 7 de fevereiro de 2021, substituindo Dona Flor e Seus Dois Maridos e sendo substituída por Cinquentinha.

### Outras mídias
Em 9 de maio de 2022, foi disponibilizada na íntegra pelo Globoplay, como parte do Projeto Resgate.

## Trilha sonora
Capa: Felipe Camargo e Malu Mader
1. When I Fall In Love (Nat King Cole)[9][10]
2. Franqueza (Maysa)
3. Tu Me Acostumbraste (Roberto Yanes)
4. Por Causa De Você (Dolores Duran)
5. I Apologize (Billy Eckstine)
6. Patrícia (Perez Prado)
7. All Of You (Ella Fitzgerald)
8. Alguém Como Tu (Dick Farney)
9. What A Diference A Day Makes (Dinah Washington)
10. Accarezzame (Teddy Renno)
11. As Praias Desertas (1958)(Elizeth Cardoso)
12. Smoke Gets In Your Eyes (The Platters)
13. Mon Manegê A Moi (Tu Me Fais Tourner La Tête)(Edith Piaf)
14. Anos Dourados (1986) - Instrumental (Tom Jobim)